# Harald Teir
Harald Gustav Teir, född 27 oktober 1914 i Lappfjärd, död 18 februari 1992 i Helsingfors, var en finländsk läkare. Han var bror till bankmannen Tor-Erik Teir och politikern Grels Teir.
Teir blev medicine och kirurgie doktor 1946 och var 1955–1977 professor i patologisk anatomi vid Helsingfors universitet. Åren 1963–1968 var han dekanus för universitetets medicinska fakultet. Han gjorde en betydande insats för att åstadkomma undervisningslokaler för prekliniska ämnen och för universitetets teoretiska medicinska institutioner. Han publicerade ett stort antal vetenskapliga arbeten, mest kring cell- och cancerforskning.
Teir ägnade sig även åt medicinens historia, folkmedicin, bastukultur – han blev 1972 ordförande i Finska Bastusällskapet – och folkkultur i allmänhet. Han grundade hembygdsgården Kilen i Sideby.

### Uppslagsverk
- Teir, Harald i Uppslagsverket Finland (webbupplaga, 2012). CC-BY-SA 4.0